# Johann Adam Hartung
Johann Adam Hartung, también conocido como Johann Adolf Hartung (Berneck, 25 de enero de 1801-Erfurt, 20 de septiembre de 1867) fue un filólogo, helenista y mitógrafo alemán.

## Biografía
Estudió en las Universidades de Erlangen y Munich; en esta última recibió el magisterio decisivo de Friedrich Thiersch. En 1824 consiguió un trabajo en el Gymnasium en Erlangen y en 1837 un puesto como director del Henneberg Gymnasium en Schleusingen, y finalmente, desde 1840, dirigió el Gymnasium de Erfurt. Publicó principalmente trabajos, ediciones y traducciones de los dramaturgos clásicos griegos, distinguiéndose en especial en el estudio de la crítica textual de Eurípides con su Euripides restitutus, aunque también editó a los elegíacos y bucólicos griegos. Aún son útiles igualmente sus estudios globales sobre las religiones y mitologías griega y romana. En cuestiones gramaticales estudió las partículas del griego.

## Obras
- Ed. de Esquilo, Aeschylos' Werke. (Leipzig, W. Engelmann, 1852-1855)
- Ed. de Babrio, Babrios und die älteren Jambendichter. Griechisch mit metrischer Uebersetzung und prüfenden und erklärenden Anmerkungen, (Leipzig, W. Engelmann, 1858)
- Beiträge zur populären Erklärung des Faust: erste Lieferung (Schleusingen : Gedruckt in der Crusen'schen Gymnasial-Buchdr., 1844)
- De particulis dē et ēdē. (1828)
- Die Bukoliker. Griechisch mit metrischer Uebersetzung und prüsenden und erklärenden Anmerkungen, (Leipzig, W. Engelmann, 1858)
- Die griechischen Elegiker. Griechisch mit metrischer Uebersetzung und prüfenden und erklärenden Anmerkungen, (Leipzig, W. Engelmann, 1859)
- Baquílides, Timocreón, Simónides, Safo, Alceo y Arquíloco, Die griechischen Lyriker. Griechisch mit metrischer Uebersetzung und prüsenden und erklärenden Anmerkungen, (Leipzig, W. Engelmann, 1855-57)
- Die Religion der Römer (Erlangen : J.J. Palm und E. Enke, 1836)
- Con Fritz Hartung, Die religion und mythologie der Griechen, (Leipzig : W. Engelmann, 1865-73)
- Eurípides, Medea; griechisch mit metrischer uebersetzung und pruÌˆfenden und erklaÌˆrenden anmerkungen, (Leipzig, Verlag von Wilhelm Engelmann, 1878)
- Euripides restitutus, sive, Scriptorum Euripides ingeniique censura, (Hamburgi, Sumptibus Friderici Perthes, 1843-44)
- Lehre von den Partikeln der griechischen Sprache (Erlangen : Joh. Ja. Palm und Ernst Enke, 1832-1833)
- Lehren der Alten über die Dichtkunst : durch Zusammenstellung mit denen der besten Neueren (Hamburg : F. und A. Perthes, 1845)
- Filodemo y Teofrasto, Philodem's Abhandlung über die haushaltung und über den hochmut, und Theophrast's Haushaltung und charakterbilder... (Leipzig : W. Engelmann, 1857)
- Ed. de Sófocles, Antigone. (Leipzig, Engelmann, 1850)
- Ed. bilingüe de Teócrito, Bion y Mosco, Theokrit, Bion, und Moschus (Leipzig : W. Engelmann, 1858)
- Ueber den römischen Hercules : als Probe einer Darstellung der römischen Religion nach den Quellen. (Erlangen : Gedruckt mit Jungeschen Schriften, 1835)
- Ueber die Casus, ihre Bildung und Bedeutung, in der griechischen und lateinischen Sprache. Nebst zwei Anhängen über die Correlativa und den Comparativ der Zahlwörter und Pronomina (Erlangen, J.J. Palm und E. Enke, 1831)
- Ueber die Dämonen, die Urmenschen und die Urwelt, Trümmer einer wissenschaftlichen Mythologie der Griechen. ([n.p.], 1861)
- Ungelehrte Erklärung des Goethe'schen Faust (Leipzig, Wilhelm Engelmann, 1855)
- Werke. (Leipzig : W. Engelmann, 1850-1851)